# 长叶盐蓬
长叶盐蓬（学名：Halimocnemis longifolia）为苋科盐蓬属的植物。分布在哈萨克斯坦以及中国大陆的新疆等地，生长于海拔500米至700米的地区，多生长于沙丘以及湖边沙地，目前尚未由人工引种栽培。